# Klass
Klass (estrenada como La Clase en España) es una película de Estonia del director Ilmar Raag, estrenada en 2007. Está protagonizada por Vallo Kirs, Pärt Uusberg y Lauri Pedaja, y trata sobre la violencia en los centros educativos, en este caso en uno de secundaria. Tras su éxito, en 2010 se estrenó una miniserie de 7 episodios contando el después de los acontecimientos de la película, llamada Klass: elu pärast (Class: Life After, en inglés)

## Argumento
Joosep Rääk (Pärt Uusberg) es un adolescente de 16 años que está siendo acosado por toda su clase de secundaria, el líder de todos ellos es Anders (Lauri Pedaja), su cómplice Paul (Mikk Mägi) y otros tres amigos Toomas (Joonas Paas), Tiit (Virgo Ernits) y Olav (Karl Sakrits). Anders anima a la clase a golpear continuamente a Joosep y a acosarlo de otras maneras, como desnudarlo por completo y luego empujarlo al vestuario de las chicas. Sin embargo, su compañero de clase Kaspar Kordes (Vallo Kirs) decide entrar en una cuestión de lealtad yendo en contra de Anders y los demás por hostigar a Joosep, defendiéndolo, como darle un par de zapatos de repuesto cuando Paul los rasgó, lo que no le sienta bien a toda la clase y así Kaspar se separa de todo el grupo que la clase había formado. La novia de Kaspar, Thea (Paula Solvak) se vuelve distante con él y esto comienza a preocuparlo, pero continúa defendiendo a Joosep.
La profesora de matemáticas, Laine (Laine Mägi) se da cuenta de que Joosep está recibiendo hostigamiento y envía a Paul a la oficina de la directora, éste enmarca a Kaspar de todo el hostigamiento y creen en Paul solo porque es el mejor alumno de la clase, lo que lleva a la escuela a contactar a los padres de Joosep. El padre de Joosep, Margus (Margus Prangel), un militarista fascinado con las armas, insiste en que Joosep sea un "hombre de verdad". Habla con él por la acusación de que Kaspar lo está intimidando, por lo que Joosep revela despectivamente que es toda la clase, cosa que enoja a Margus y le dice a Joosep que luche contra el líder, ya que cree que es la única forma de detener y asustar a alguien para que no lo intimide. Al día siguiente, cuando Anders y sus cuatro amigos van a atacar a Joosep, Kaspar evita que lo golpeen empujando a Anders, por lo que él, Tiit y Toomas lo atrapan, pero Kaspar se libera e intenta golpear a Anders con una silla, que Anders logra esquivar.
Anders le pide a Kaspar que lo encuentre en el patio de la escuela después de la clase. Kaspar y Joosep en el baño piensan qué hacer, y allí entra Toomas que descubre que se están escondiendo. Kaspar va al patio y se espera una pelea, pero en vez de eso Anders le pregunta a Kaspar qué le sucedió, a lo que Kaspar responde que aceptará el hecho de que no será un "tipo normal", y ya que Anders le reprocha en que él no se rinde así como así en breve verá lo que sucederá. En ese instante, Paul, Toomas, Tiit y Olav aparecen con Joosep y encierran a Kaspar en un cobertizo, donde lo obligan a mirar cómo se turnan para golpear a Joosep, hasta el punto de que ya no puede respirar. Antes de retirarse, Anders le dice a Kaspar que si continúa defendiendo a Joosep, entonces las palizas a Joosep continuarán. Joosep va al complejo de apartamentos donde vive Kaspar y Joosep le dice que deje de defenderlo, Kaspar preocupado le pregunta qué hará y sugiere en matarlos, haciendo referencia a la ley de Dios, Joosep piensa en hacerlo pero cree que es mejor esperar a que el colegio termine para cumplir sus sueños. Kaspar le promete que no lo defenderá entonces, Joosep le agradece y se retira.
Thea se entristece y se enoja cuando la clase comienza a creer que Joosep y Kaspar supuestamente tienen sentimientos homosexuales el uno por el otro, por lo que comienzan a burlarse un poco de Thea. Kaspar se estresa por esto y trata de disuadir a Thea al respecto, pero ella comienza a creer que Kaspar se preocupa más por Joosep que por ella y lo deja, mientras que Joosep está siendo golpeado en clase.
Cuando Joosep regresa a casa, su madre, Liina (Tiina Rebane) descubre fuertes contusiones en el pecho y un corte en la barbilla, luego se preocupa mucho de que haya estado peleando y exige saber qué está sucediendo, pero él se niega a contarlo y Margus lo apoya en el reclamo. Liina informa a la administración de la escuela y finalmente se culpa a toda la clase en general. Cuando Laine se enfrenta a la clase sobre el reclamo, Joosep corre a casa temiendo lo peor y enojado, al entrar a su casa se encuentra con Margus, quien se entera de que Liina llamó a la escuela, trata de alentar a su hijo a defenderse y demuestra una técnica de lucha dándole a Joosep un golpe adicional.
Como venganza por parte de la clase, se reúnen en una playa, escribiendo a Kaspar y Joosep correos electrónicos como falsos remitentes. Una vez allí, hacen que Thea le confiese a Kaspar que ya no está con él delante de toda la multitud, lo que lo hace estallar y golpea a Anders en el suelo solo para que éste le muestre un cuchillo, luego todos obligan a Kaspar a arrodillarse frente a Joosep, que le haga una felación bajo amenaza con un cuchillo y que Tiit fotografíe el acto sexual sin mostrar el cuchillo. Kaspar vomita después.
Kaspar y Joosep deciden vengarse. Joosep roba las dos pistolas de Margus un rifle de cerrojo y municiones de la caja fuerte de su padre mientras este duerme, y los dos van a la escuela a la mañana siguiente. A medida que avanzan, los estudiantes y los maestros notan las armas en sus manos, cuando una maestra los encuentra con armas, simplemente pasan y Joosep le dice que llame a la policía. Antes de entrar a la cafetería para dispararles a sus matones, Kerli (Triin Tenso), una chica gótica de la clase que también fue testigo del incidente en la playa, pregunta en si quedarse o irse, Kaspar decide dejarle irse. Comienzan la masacre de los estudiantes responsables de su tormento. Joosep dispara a Tiit a corta distancia y luego dispara a Olav en la cabeza. Joosep luego dispara y mata a Riina (Riina Ries), la mejor amiga de Thea. Para su pesar, Kaspar dispara accidentalmente a una estudiante de octavo grado mientras intenta dispararle a Anders y a Toomas. Toomas intenta agarrar el arma de Joosep pero termina recibiendo un disparo en el abdomen, luego Anders y Paul logran contenerlo y tomar su rifle, sin embargo, Kaspar salva a Joosep disparándole a Paul en la cara, y justo antes de que Anders pudiera alcanzar la salida y escapar, Kaspar le dispara en el hombro y es ejecutado por Joosep, antes de eso Joosep también le disparó a Thea, dejándola herida. Luego de asesinar a Anders, Joosep se le acerca a Thea para acabar con ella, pero Kaspar lo detiene y decide perdonarla. Finalmente, Joosep y Kaspar, uno frente al otro, cada uno apuntándose con su arma a su propia cabeza, deciden suicidarse juntos después de contar hasta tres. Joosep aprieta el gatillo y muere, pero la película termina con Kaspar todavía parado allí con su arma apuntando a su cabeza.

## Reparto
- Vallo Kirs (Kaspar)
- Pärt Uusberg (Joosep)
- Lauri Pedaja (Anders)
- Paula Solvak (Thea, novia de Kaspar)
- Mikk Mägi (Paul, compañero matón y el mejor estudiante de la clase)
- Riina Ries (Riina, mejor amiga de Thea)
- Joonas Paas (Toomas, compañero matón y mejor amigo de Anders)
- Kadi Metsla (Kati, alumna de la clase)
- Virgo Ernits (Tiit, compañero matón)
- Triin Tenso (Kerli, una chica gótica alumna de la clase, también marginada por sus compañeros)
- Karl Sakrits (Olav, compañero matón)

## Crítica
La película recibió buenas críticas. Actualmente sustenta un 89% de agrado según usuarios de Rotten Tomatoes.

## Premios
En el 2007 la película recibió un premio de Karlovy Vary International Film Festival y Warsaw International Film Festival. Además de pertenecer de manera oficial a la nominación por la mejor película de lenguaje extranjero por parte de la 80va entrega de los Premios de la Academia.
Klass en 2010 ganó el premio oficial teatro de Tallin.